# Сатурн-1991
«Сатурн-1991» — ныне несуществующий российский футбольный клуб из Санкт-Петербурга.

## История
Основан в 1991 году по инициативе директора малого индивидуального предприятия «Сатурн» Леонида Шкебельского; представлял футбольную школу «Смена». С 1992 года по первую половину 1995 года выступал под названием «Смена-Сатурн». Закончил 1995 год под названием «Сатурн-1991». В 1996 году из-за финансовых проблем объединился с командой «Локомотив» (Санкт-Петербург).
«Смена-Сатурн» вошла в историю российского футбола как последняя команда, сыгравшая официальный матч в Грозном против «Эрзу» перед Первой чеченской войной.

## Результаты выступлений

### Чемпионат России
| Сезон | Дивизион             | Место | И  | В  | Н | П  | М     | О  | Примечания          |
| ----- | -------------------- | ----- | -- | -- | - | -- | ----- | -- | ------------------- |
| 1992  | Вторая лига, зона 4  | 2     | 38 | 24 | 6 | 8  | 76-33 | 54 | Вышел в первую лигу |
| 1993  | Первая лига, «Запад» | 5     | 42 | 24 | 4 | 14 | 70-50 | 52 |                     |
| 1994  | Первая лига          | 17    | 42 | 16 | 4 | 22 | 47-66 | 36 |                     |
| 1995  | Первая лига          | 19    | 42 | 14 | 7 | 21 | 45-62 | 49 |                     |

### Кубок России
| Сезон   | Стадия | И  | В  | Н | П  | М     | Последний соперник — результат (дома/в гостях) | Примечания                                                          |
| ------- | ------ | -- | -- | - | -- | ----- | ---------------------------------------------- | ------------------------------------------------------------------- |
| 1992/93 | 1/16   | 38 | 24 | 6 | 8  | 76-33 | ЦСКА — 1:2 (д)                                 |                                                                     |
| 1993/94 | 1/8    | 42 | 24 | 4 | 14 | 70-50 | «Локомотив» Москва — 0:0, 1:2, д.в. (г)        | В 1/16 финала обыгран действующий победитель «Торпедо» Москва — 1:0 |
| 1994/95 | 1/32   | 42 | 16 | 4 | 22 | 47-66 | «Трион-Волга» — 0:2 (г)                        |                                                                     |
| 1995/96 | 1/64   | 42 | 14 | 7 | 21 | 45-62 | «Гатчина» — 0:1 (г)                            |                                                                     |
| 1996/97 | 1/256  | 42 | 14 | 7 | 21 | 45-62 | «Динамо» Санкт-Петербург — -:+ (техн.) (г)     |                                                                     |

## Главные тренеры
- Марк Рубин (1992)
- Виктор Виноградов (1992—1994)
- Леонид Шкебельский (1994—1995)
- Олег Терешонков (1995)[7]
- Леонид Остроушко (1995)